# Cerkiew św. Jerzego w Tartu
Cerkiew św. Jerzego – prawosławna parafialna cerkiew w Tartu, należąca do Estońskiego Kościoła Prawosławnego.
Cerkiew została wzniesiona w latach 1868–1870 i poświęcona 2 września 1870 przez ks. Pawła Aleksiejewa, dziekana dekanatu Tartu. Zniszczona w czasie II wojny światowej, została odbudowana i ponownie konsekrowana w 1945. We wnętrzu znajduje się dwurzędowy ikonostas.